# Pitkäsaari (ö i Finland, Södra Savolax, Nyslott, lat 62,23, long 28,30)
Pitkäsaari är en ö i Finland. Den ligger i sjön Haukivesi och i kommunen Rantasalmi i den ekonomiska regionen  Nyslotts ekonomiska region  och landskapet Södra Savolax, i den sydöstra delen av landet, 290 km nordost om huvudstaden Helsingfors. Öns area är 5,1 hektar och dess största längd är 490 meter i öst-västlig riktning.